# Minthea obsita
Minthea obsita är en skalbaggsart som först beskrevs av Thomas Vernon Wollaston 1867.  Minthea obsita ingår i släktet Minthea och familjen kapuschongbaggar. Inga underarter finns listade i Catalogue of Life.

## Bildgalleri

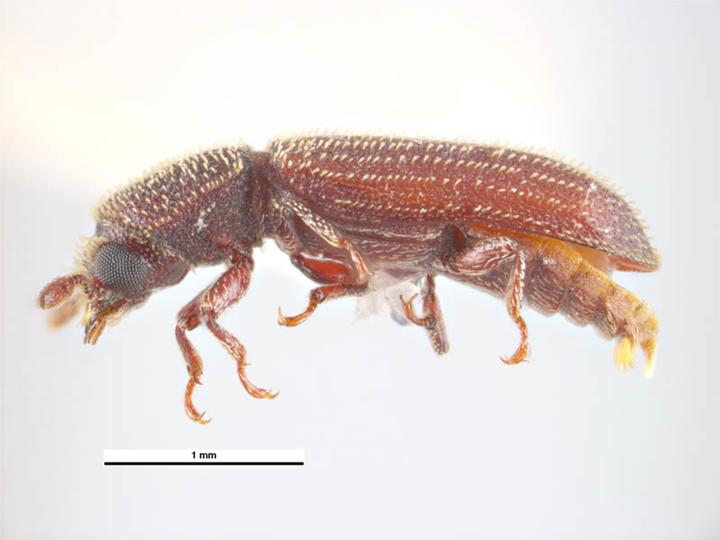